# 余江圣类斯主教座堂
余江圣类斯主教座堂（锦江天主堂）是中国江西省余江县的一座天主教堂，天主教余江教区的主教座堂。
余江圣类斯主教座堂建于1919年－1922年，位于当时的县城（今锦江镇）东冲虚山，包括经堂、官厅，以及神甫、修士、教友的宿舍、食堂等10幢建筑物，占地2.5万平方米，四周红石围墙，经堂为哥特式建筑，深24米，宽13米，高12米，红石柱、砖木结构。
1987年12月，锦江天主堂被列为江西省文物保护单位。